# Třtina křovištní
Třtina křovištní (Calamagrostis epigejos) je druh rostliny z čeledi lipnicovité (Poaceae). Někdy se můžeme setkat i s pravopisnou variantou jména Calamagrostis epigeios.

## Popis
Jedná se o vytrvalou trsnatou trávu, dosahující výšky nejčastěji 60–150 cm. Celá rostlina je víceméně sivozelená, oddenky jsou silné a plazivé s dlouhými tenkými výběžky. Stébla mají 2–4 kolénka, pod latou jsou silně drsná. Listy jsou střídavé s listovými pochvami, které jsou drsné, dolní chlupaté. Čepele jsou čárkovité, asi 4–10 (vzácně až 20 mm) široké, na líci drsné, ploché nebo slabě svinuté. Jazýček je 4–12 mm dlouhý, špičatý, později dřípený. Květenstvím je lata, která se skládá z mnoha klásků, celá lata je víceméně přímá, není ohnutá, hustá s drsnými větévkami, asi 15–30 cm dlouhá a 3–6 cm široká. Klásky jsou jednokvěté, stříbřitě hnědé až hnědě nachové, plevy jsou víceméně stejné, 5–8 mm dlouhé, na kýlu drsné, chlupy bazálního věnečku jsou asi stejně dlouhé jako plevy. Plucha je kratší než pleva, je dvouklaná, trojžilná, osina je nasazená asi v půli pluchy a je o málo delší než plucha, přesahuje pluchu nejvýše o 2 mm. Pluška dosahuje asi 2/3 délky pluchy. Tyčinky jsou 3, prašníky jsou asi 1,5 mm dlouhé, žluté až žlutooranžové barvy. Plodem je obilka. Počet chromozómů je 2n=28.

## Rozšíření ve světě

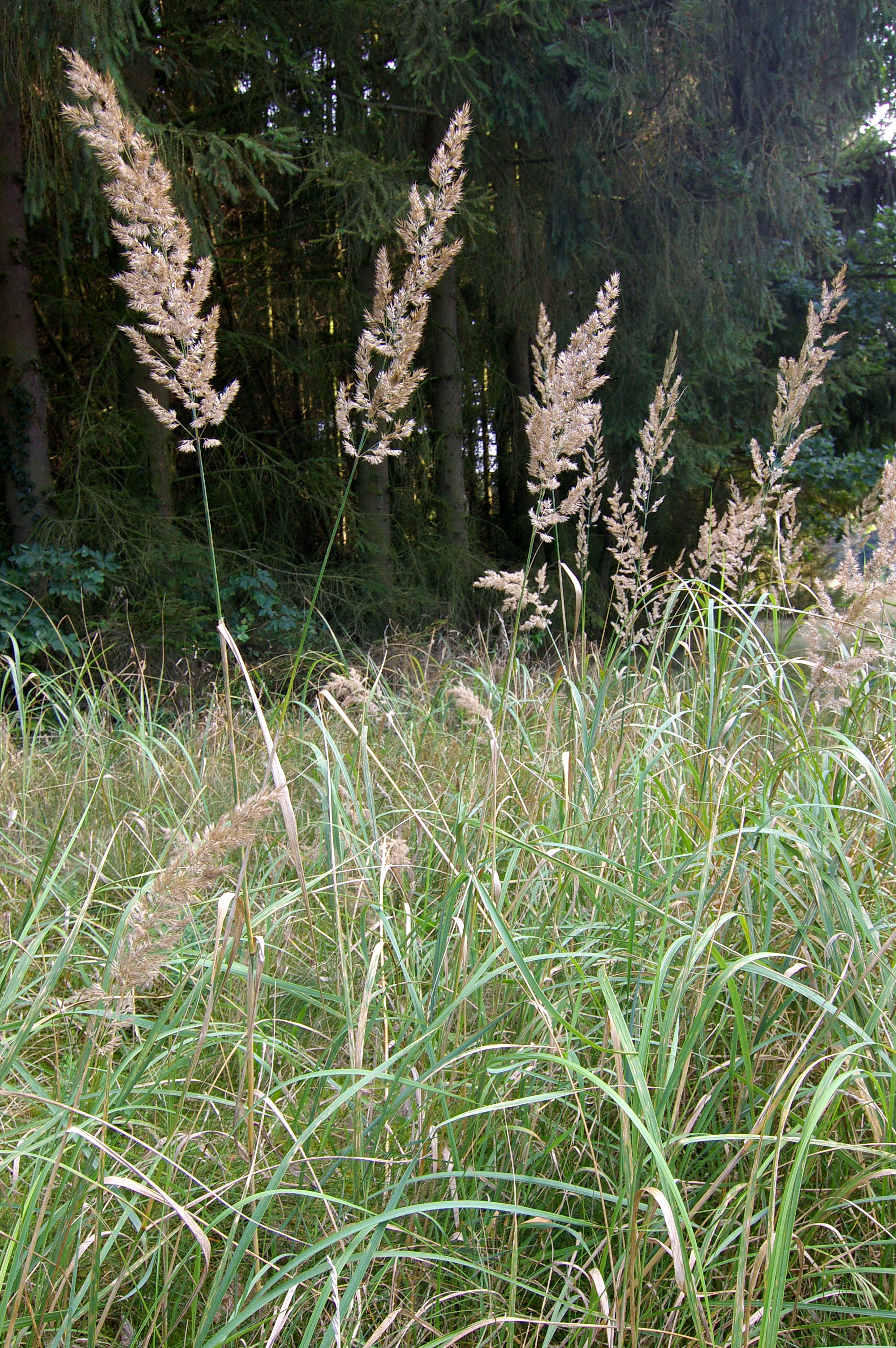
Porost třtiny křovištní

Třtina křovištní je přirozeně rozšířena na většině území Evropy, kromě severu Skandinávie a severu evropské části Ruska, málo se vyskytuje také na Pyrenejském poloostrově. Dále je rozšířena v jihozápadní Asii a odtud přes střední Asii, jižní Sibiř až na Dálný Východ, včetně Číny, Koreje a Japonska. Zavlečena byla i jinam, např. na východ USA.

## Rozšíření v Česku
V ČR je na celém území běžná rostlina, vyskytuje se od nížin do hor.
Téměř chybí jen ve vyšších horských polohách. Jedná se o výrazný expanzívní druh, který roste na loukách, pasekách a ruderálních stanovištích. Dokáže vytvářet velké množství stařiny, což je konkurenční výhoda oproti ostatním rostlinám tehdy, když se na louce neprovádí kosení nebo pastva. Často pak vytváří téměř monocenózy na rozsáhlých plochách. Expanze tohoto druhu představuje vážný problém v některých rezervacích a biologicky cenných mezických a sušších loukách, kde ustalo pravidelné obhospodařování.